# Nabu-zer-iddina
Nabu-zer-iddina, Nabu-zer-iddin (akad. Nabû-zēr-iddina, Nabû-zēr-iddin; zapisywane mdAG-NUMUN-i-din-nam; tłum. „(Bóg) Nabu dał mi potomstwo”) – wysoki dostojnik za rządów babilońskiego króla Nabuchodonozora II (604–562 p.n.e.), sprawujący na dworze królewskim urząd rab nuḫatimmī (rab nuḫatimmu), oznaczający „naczelnego kucharza” bądź „naczelnego piekarza”; identyfikowany z biblijnym Nebuzaradanem, dowódcą wojskowym Nabuchodonozora II, wzmiankowanym w 2 Księdze Królewskiej (rozdział 25) i  Księdze Jeremiasza (rozdziały 39, 40 i 52).
Dostojnik ten wzmiankowany jest w tekstach pochodzących z czasów panowania Nabuchodonozora II, przede wszystkim w jednej z inskrypcji budowlanych tego króla, opisującej jego prace przy rozbudowie Starego Pałacu w Babilonie. Inskrypcja ta umieszczona jest na glinianym, ośmiobocznym graniastosłupie, odnalezionym przez Roberta Koldeweya w ruinach Babilonu i przechowywanym obecnie w Muzeum Archeologicznym w Stambule (nr inwent. EŞ 7834). W samym tekście Nabu-zer-iddina wymieniany jest w grupie sześciu najwyższych dostojników pałacowych. Poza nim, czyli „naczelnym kucharzem/piekarzem” (rab nuḫatimmī), znaleźli się w niej również: „zarządca królewski” (mašennu), „główny skarbnik” (rab kāṣirī), „intendent pałacu” (ša pān ekalli), „majordomus” (rab bīti) i „dowódca gwardii królewskiej” (bēl ṭābīḫī). Urzędnik noszący tytuł „naczelnego kucharza/piekarza” odpowiedzialny był tradycyjnie za królewską kuchnię, aczkolwiek wydaje się, iż w czasach Nabuchodonozora II był to już tytuł w dużej mierze honorowy.

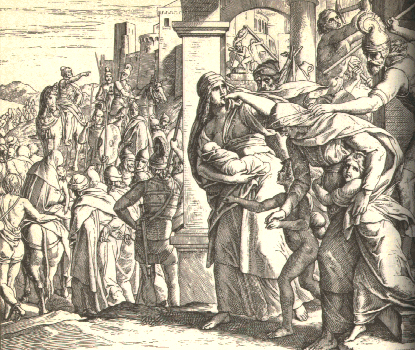
Nebuzaradan wypędzający mieszkańców Jerozolimy – rycina Juliusa Schnorr von Carolsfelda (1794-1872) z jego Ilustrowanej Biblii (Lipsk, 1852-1860)

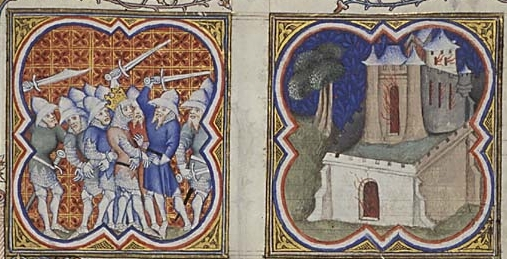
Nebuzaradan palący Świątynię – rycina nieznanego ilustratora z Bible Historiale Petrusa Comestora (Francja, 1372)

Z Nabu-zer-iddiną identyfikowany jest biblijny Nebuzaradan, wysoki babiloński dowódca wojskowy, który w miesiąc po zdobyciu Jerozolimy przez Babilończyków (587 r. p.n.e.) przybyć miał do tego miasta, aby z rozkazu Nabuchodonozora II rozpocząć proces jego systematycznego niszczenia. W Biblii (2 Krl 25:8,11; Jr 39:9-10) określany jest on jako rab ṭabbāḥîm („naczelny kucharz”), co wydaje się być hebrajskim tłumaczeniem akadyjskiego tytułu rab nuḫatimmī, noszonego przez Nabu-zer-iddinę.  Są też uczeni, którzy wywodzą hebrajskie rab ṭabbāḥîm od poświadczonego w tekstach nowobabilońskich akadyjskiego tytułu rab ṭābīḫī („dowódca gwardii królewskiej”, dosł. „naczelny rzeźnik”), postulując, iż to właśnie ten tytuł nosił Nabu-zer-iddina w chwili przybycia do Jerozolimy.
Zgodnie z przekazem biblijnym to właśnie z rozkazu Nebuzaradana żołnierze babilońscy spalili Świątynię, pałac królewski oraz najważniejsze domy w Jerozolimie, a także zburzyli mury otaczające to miasto (2 Krl 25:8-12; Jr 39:8-10; Jr 52:12-14). Nebuzaradan rozkazał również wysłać do Babilonu złupione ze Świątyni przedmioty kultowe wykonane z brązu, srebra i złota, w tym wielkie zbiorniki na wodę z brązu, które stały na jej dziedzińcu oraz dwie kolumny z brązu, które stały po obu stronach jej głównego wejścia (2 Krl 25:13-17; Jr 52:17-23). Zarządził też kolejne deportacje (Jr 52:29-30), wysiedlając część ludności przebywającej wciąż w mieście (2 Krl 25:11; Jr 39:9; Jr 52:15). Wykonując polecenia króla babilońskiego Nebuzaradan wypuścił proroka Jeremiasza z aresztu, zapewnił mu ochronę, a następnie przekazał go pod opiekę nowego gubernatora (Jr 39:11-14). Wydaje się, iż w jakiś czas po uwolnieniu Jeremiasz przez pomyłkę znów został pojmany i wraz z innymi deportowanymi wysłany w łańcuchach do miasta Rama, gdzie dopiero po interwencji Nebuzaradana został uwolniony (Jr 40:1-6).